# Лук Гринбенк
Лук Гринбенк (енгл. Luke Greenbank; Кру, 17. септембар 1997) британски је пливач чија ужа специјалност су трке леђним стилом. Некадашњи је светски јуниорски рекордер у трци на 200 леђно у великим базенима. 

## Спортска каријера
Гринбенк је дебитовао на међународној сцени 2014. наступајући на јуниорским такмичењима, прво на европском првенству у Дордрехту где је освојио златну медаљу у трци на 200 леђно, а потом и на Олимпијским играма младих у Нанкингу где осваја злато у штафети на 4×100 слободно и бронзу на 200 леђно. Са такмичењима у јуниорској конкуренцији наставља и током 2015. године. Прво је на инаугуралним Европским играма које су одржане у Бакуу освојио две златне (100 и 200 леђно) и две сребрне медаље (обе штафете на 4×100 мешовито), с тим што је у трци на 200 леђно поставио и нови светски јуниорски рекорд. Два месеца касније, на светском јуниорском првенству у Сингапуру осваја бронзану медаљу на 100 леђно.   
У сениорској конкуренцији је дебитовао на Европском првенству 2016. у Лондону где је наступио у све три појединачне трке леђним стилом, а најбољи резултат је остварио у трци на 200 леђно коју је окончао на 9. месту у полуфиналу. Годину дана касније је дебитовао и на светским првенствима у великим базенима, а једину трку у којој се такмичио у Будимпешти 2017 , трку на 200 леђно, завршио је на 13. месту у полуфиналу и није успео да се пласира у финале. 
Први значајнији успех у сениорској конкуренцији је постигао на Играма комонвелта 2018. у Гоулд Коусту, где је освојио сребрну медаљу у штафетној трци на 4×100 мешовито,  у којој је пливао заједно са Адамом Питијем, Џејмсом Гајом и Беном Праудом.
На свом другом наступу на светским првенствима, у Квангџуу 2019 , освојио је прву титулу светског првака пошто је британска мушка штафета на 4×100 мешовито у саставу Адам Пити, Џејмс Гај и Данкан Скот, заузела прво место у финалу са временом 3:28,10 минута (нови европски рекорд). Три дана раније, Гринбенк је освојио бронзану медаљу у трци на 200 леђно. 
У децембру исте године, на европском првенству у малим базенима у Глазгову је освојио бронзану медаљу у трци на 200 леђно. 